# Mirjam Weichselbraun
Mirjam Weichselbraun (Innsbruck, Áustria, 27 de setembro de 1981) é uma atriz e apresentadora de televisão austríaca. É conhecida por ser a apresentadora do Dança com as Estrelas Áustria, do Life Ball e do Baile da Ópera de Viena. Também apresentou, juntamente com Alice Tumler e Arabella Kiesbauer, o Festival Eurovisão da Canção 2015, em Viena.